# Boss of Me
«Boss of Me» es una canción y un sencillo de la banda estadounidense They Might Be Giants. La canción fue escrita como el tema principal del programa de televisión Malcolm in the middle. En el 2002, "Boss of Me" le dio a la banda su primer Premio Grammy, por la mejor canción escrita para una programa de televisión. La canción entró en el chart UK Top 75 singles el 28 de julio de 2001 y alcanzó la posición 21.

## Lista de canciones
1. «Boss of Me» (2:56)
2. «Boss of Me» (Original Edit) (3:10)
3. «Boss of Me» (Instrumental) (3:10)

### UK Promo Edition
1. «Boss of Me» (2:56)
2. Boss of Me (Enhanced Video) (2:56)

### UK Edition
1. Boss of Me (2:56)
2. «Reprehensible» (3:17)
3. «Mr. Xcitement» (2:25)

### UK Cassette Single
1. «Boss of Me» (2:56)
2. «Reprehensible» (3:17)

### EU Edition
1. «Boss of Me» (2:56)
2. «Mr. Xcitement» (3:36)
3. «Birdhouse in Your Soul» (Live STD) (3:11)